# Oedalechilus labeo
Oedalechilus labeo är en fiskart som först beskrevs av Cuvier 1829.  Oedalechilus labeo ingår i släktet Oedalechilus och familjen multfiskar. Inga underarter finns listade i Catalogue of Life.